# Côte d'Ivoire aux Jeux olympiques d'été de 1968
La Côte d'Ivoire a participé aux Jeux olympiques d'été de 1968 à Mexico. Il s'agissait de sa 2e participation à des Jeux d'été. La délégation ivoirienne était composée de dix athlètes dans deux disciplines notamment l'athlétisme et la canoë-kayak.

## Athlétisme

### 100 mètres Hommes
| Athlète       | Événement         | Rang      | Médaille |
| ------------- | ----------------- | --------- | -------- |
| Gaoussou Koné | 100 mètres Hommes | 5 h2 r3/4 |          |

### 400 mètres Hommes
| Athlète              | Événement         | Rang      | Médaille |
| -------------------- | ----------------- | --------- | -------- |
| Yoyaga Dit Coulibaly | 400 mètres Hommes | 8 h7 r1/4 |          |

### 110 mètres haies Hommes
| Athlète      | Événement               | Rang      | Médaille |
| ------------ | ----------------------- | --------- | -------- |
| Simbara Maki | 110 mètres haies Hommes | 6 h3 r1/3 |          |

### Relais4 × 100 mètresHommes
| Athlète       | Événement                    | Rang      | Médaille |
| ------------- | ---------------------------- | --------- | -------- |
| Atta Kouakou  | Relais 4 × 100 mètres Hommes | 7 h1 r2/3 |          |
| Kouami N’Dri  | Relais 4 × 100 mètres Hommes | 7 h1 r2/3 |          |
| Boy Akba Diby | Relais 4 × 100 mètres Hommes | 7 h1 r2/3 |          |
| Gaoussou Koné | Relais 4 × 100 mètres Hommes | 7 h1 r2/3 |          |

### Lancer du disque Hommes
| Athlète            | Événement               | Rang  | Médaille |
| ------------------ | ----------------------- | ----- | -------- |
| Denis Ségui Kragbé | Lancer du disque Hommes | 17 QR |          |

## Canoë-kayak

### Kayak simple Hommes, 1 000 mètres
| Athlète          | Événement                         | Rang      | Médaille |
| ---------------- | --------------------------------- | --------- | -------- |
| Jérôme Dogo Gaye | Kayak simple Hommes, 1 000 mètres | 4 h3 r2/4 |          |

### Kayak double Hommes, 1 000 mètres
| Athlète             | Événement                         | Rang      | Médaille |
| ------------------- | --------------------------------- | --------- | -------- |
| Paul Gnamia M’Boule | Kayak double Hommes, 1 000 mètres | 5 h2 r3/4 |          |
| N'Gama N'Gama       | Kayak double Hommes, 1 000 mètres | 5 h2 r3/4 |          |